# Hantam Local Municipality
Hantam (englisch Hantam Local Municipality, früher Calvinia) ist eine Lokalgemeinde im Distrikt Namakwa der südafrikanischen Provinz Nordkap. Der Sitz der Gemeindeverwaltung befindet sich in Calvinia. Bürgermeister ist Roger Nieldo Swartz (ANC).
Der Gemeindename ist das Khoi-Wort für „Berge, wo die Zwiebeln wachsen“. Sie wurde nach den Hantam Mountains benannt.

## Städte und Orte
Zur Gemeinde gehören folgende Ortschaften:
- Brandvlei
- Calvinia
- Loeriesfontein
- Nieuwoudtville
- Middelpos
- Swartkop

## Bevölkerung
Im Jahr 2011 hatte die Gemeinde 21.578 Einwohner. Davon waren 82,2 % Coloured, 12,1 % weiß und 4,4 % schwarz. Gesprochen wurde zu 93,1 % Afrikaans, zu 1 % Englisch und zu 0,6 % isiXhosa.

## Sehenswürdigkeiten
Bei Nieuwoudtville befindet sich der Hantam National Botanical Garden.